# International Near-Earth Asteroid Survey
La International Near-Earth Asteroid Survey (INAS) fue un programa de investigación de los asteroides cercanos a la Tierra (NEA)  organizado y coordinado por Eleanor F. Helin en la década de 1980.
INAS era la parte internacional de la Palomar Planet Crossing Asteroid Survey (PCAS), que operaba exclusivamente desde el Observatorio Palomar, en los Estados Unidos. INAS, en cambio, trató de ampliar la cobertura del cielo y el descubrimiento de objetos cercanos a la Tierra desde todas las partes del mundo.
El Centro de Planetas Menores acredita al programa el descubrimiento de 8 asteroides en 1986.

## Asteroides descubiertos
| Asteroides descubiertos: 8 | Asteroides descubiertos: 8 |
| -------------------------- | -------------------------- |
| (4121) Carlin              | 2 de mayo de 1986          |
| (5227) Bocacara            | 4 de agosto de 1986        |
| (5722) Johnscherrer        | 2 de mayo de 1986          |
| (6694) 1986 PF             | 4 de agosto de 1986        |
| (9556) Gaywray             | 8 de abril de 1986         |
| (9735) 1986 JD             | 2 de mayo de 1986          |
| (10046) Creighton          | 2 de mayo de 1986          |
| (10292) 1986 PM            | 2 de agosto de 1986        |